# 道の駅加治川

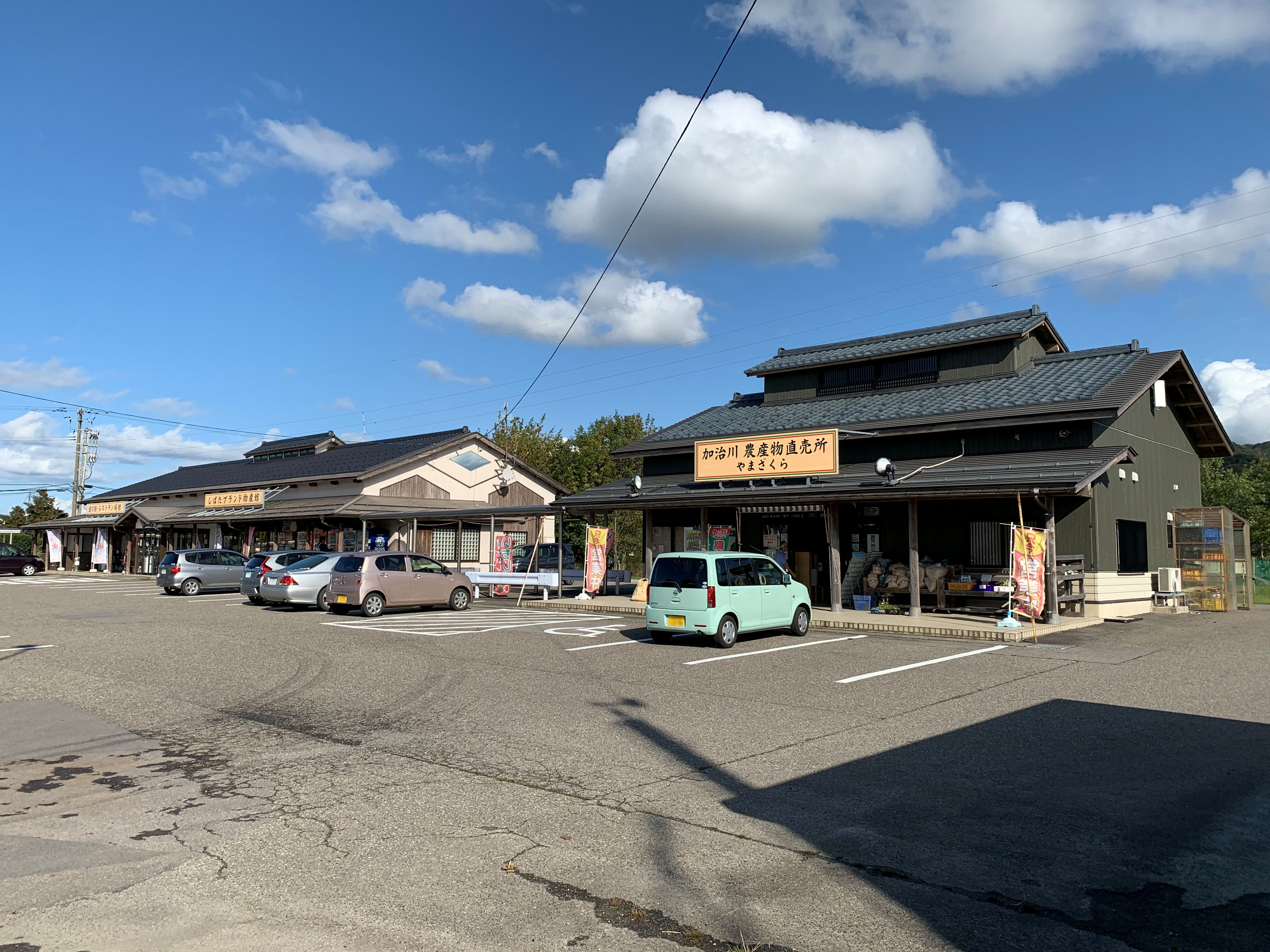
リニューアル前の外観（2019年10月）

道の駅加治川（みちのえき かじかわ）は、新潟県新発田市横岡にある国道7号の道の駅である。
2022年（令和4年）4月23日にリニューアルオープン。ピクニックをコンセプトとしており、周辺地域に昔から存在する「花見休み」の習慣に因んでいる。

## 施設
- 駐車場
  - 普通車：64台[4]
  - 大型車：9台[4]
  - 身障者用：3台[4]
- トイレ
  - 男：大 4器（2器）、小 8器（4器）[要出典]
  - 女：7器（4器）[要出典]
  - 身障者用：1器（1器）[要出典]

※（）内は、24時間利用可能[要出典]
- 自動販売機 - おむつの自動販売機が設置されている（ダイドードリンコ・大王製紙・セコム医療システムの3社による共同事業）[8][9]。
- 観光案内所（9:00 - 17:00）[4]
- SAKURA BAKERY（サクラベーカリー）（7:00 - 15:00）
- レストラン（11:00 - 21:00）[3][4]
- テイクアウト（10:00 - 21:00）
- 物産販売所・農産物直売所（9:00 - 18:00）[3][4]

### 管理団体
- 設置者：新発田市
- 指定管理者（運営者）：株式会社三福運輸[10][6][11]

## アクセス
- 国道7号

## 周辺
- 新発田市役所 加治川庁舎
- 大天城公園
- 櫛形山脈 大峰山
  - 大峰山橡平の桜樹林